# Unternehmensgegenstand
Der Unternehmensgegenstand beschreibt den Bereich und die Art der Tätigkeit eines Unternehmensträgers.
Bei Gesellschaften ist der Unternehmensgegenstand vom Verbandszweck (Unternehmenszweck) zu unterscheiden, welcher den finalen Sinn des Zusammenschlusses bezeichnet. Der Unternehmensgegenstand beschreibt hingegen das zur Verwirklichung des Verbandszwecks eingesetzte Mittel.
Nach § 3 Abs. 1 Nr. 2 GmbHG beziehungsweise § 23 Abs. 3 Nr. 2  AktG ist der Unternehmensgegenstand zwingender Inhalt des Gesellschaftsvertrags einer GmbH und der Satzung einer AG. Er muss in das Handelsregister dieser Gesellschaften eingetragen werden (§ 10 Abs. 1 GmbHG; § 39 Abs. 1 AktG). Der Unternehmensgegenstand muss hinreichend individualisiert sein, so dass der Schwerpunkt der Geschäftstätigkeit aus ihm hervorgeht. Eine ins Detail gehende Bezeichnung ist allerdings nicht geboten.
Der Unternehmensgegenstand bildet die Ober- und Untergrenze der Geschäftsführungsbefugnis des Geschäftsführers. Er ist damit im Innenverhältnis gegenüber der Gesellschaft verpflichtet, keine Geschäfte zu tätigen, die entweder außerhalb des Unternehmensgegenstandes liegen oder dazu führen, dass der Unternehmensgegenstand nicht mehr ausgefüllt werden kann (sogenannte Satzungsunterschreitung).